# HD현대
HD현대는 HD현대중공업을 주축으로 하는 조선, 에너지, 산업기계 관련 기업 집단이다. 2022년 3월 28일, 현대중공업지주주식회사에서 HD현대주식회사로 지주회사 명칭을 변경하였다.

## 주요 계열사
조선·해양 부문
- HD한국조선해양
- HD현대중공업
- HD현대미포
- HD현대삼호

- HD현대마린솔루션
- HD현대이엔티
- HD현대글로벌기술서비스

- HD현대마린엔진

- 아비커스

기계·로봇 부문
- HD현대사이트솔루션 (구 현대제뉴인)
  - HD현대인프라코어
  - HD현대건설기계
- HD현대로보틱스

에너지 부문
- HD현대오일뱅크 (구 현대정유, 현대오일뱅크)
  - HD현대케미칼
  - HD현대쉘베이스오일
  - HD현대오씨아이
  - HD현대에보닉폴리머스코리아
- HD현대일렉트릭
  - HD현대플라스포
- HD현대에너지솔루션

기타 서비스 부문
- HD현대중공업MOS

### 이전 계열사
- HD현대코스모
- 현대힘스
- 현대중공업터보기계
- 현대중공업파워시스템
- 현대오일터미널
- 현대종합상사
- 현대기업금융
- 현대선물 (현 SI증권)
- 하이투자증권
- 하이자산운용 (현 VI자산운용)

### 스포츠단
현대중공업스포츠 소속 스포츠단이다.
- 울산 HD FC - K리그1 소속 프로축구단

#### 이전 스포츠단
- 현대중공업 여자 농구단 → 현대산업개발 여자 농구단 → 청주 현대 하이페리온 - WKBL 소속 여자프로농구단
- 현대미포돌고래 축구단
- 현대삼호코끼리씨름단

### 학교법인 현대학원
- 현대중학교
- 현대청운고등학교
- 현대청운중학교
- 현대공업고등학교
- 현대외국인학교
- 현대고등학교

### 학교법인 울산공업학원
- 울산대학교
- 울산대학교병원
- 울산과학대학교

## 신용등급
- 에이치디현대는 2025년 2월 무보증사채 신용등급이 A(긍정적)에서 A+(안정적)으로 상향조정되었다.

- HD현대오일뱅크, HD한국조선해양 등 주요 계열사들의 우수한 사업경쟁력과 임대료수익, 상표권수익을 통한 자체 수익기반 다변화로 안정성을 보이고 있다. HD현대, 신용등급 'A+'로 한 단계 상향

## 같이 보기
- 서울아산병원
- 문화일보
- 울산 HD FC